# Clethrionomys
Clethrionomys (Tilesius, 1850) è un genere di roditori della famiglia dei Cricetidi comunemente note come arvicole rossastre.

## Descrizione

### Dimensioni
Al genere Clethrionomys appartengono roditori di piccole dimensioni, con lunghezza della testa e del corpo tra 70 e 120 mm, la lunghezza della coda tra 25 e 78 mm e un peso fino a 60 g.

### Caratteristiche craniche e dentarie
Il cranio è delicato, arrotondato con un rostro corto e sottile. Gli incisivi superiori sono lisci, quelli inferiori sono relativamente corti, i molari sono privi di radici e ipsodonti, ovvero con una corona alta. La loro forma prismatica è tipica della famiglia. 
Sono caratterizzati dalla seguente formula dentaria:

### Aspetto
L'aspetto è quello tipico di un'arvicola con il corpo più snello e gli occhi più grandi. La pelliccia è lunga, densa e soffice in inverno, più corta e ruvida in estate. Il colore generale è rossastro scuro nelle forme tipiche dei boschi e delle zone più umide, più chiare e giallastre in quelle dell'areale più settentrionale o delle zone aperte. La tinta rossastra forma un caratteristico mantello che si estende dalla fronte fino alla groppa e talvolta anche lungo i fianchi. Le zampe sono piccole, ognuna con cinque dita, il pollice è molto corto e provvisto di un'unghia appiattita, mentre le altre dita sono lunghe e fornite di piccoli artigli affilati. Il palmo è fornito di cinque cuscinetti mentre la pianta ne ha sei ed entrambi sono privi di peli. La coda è ricoperta densamente di peli e talvolta termina con un ciuffo di peli. Le femmine hanno due paia di mammelle pettorali e due inguinali.

## Distribuzione
Il genere è diffuso nell'Ecozona paleartica, dall'Europa e Gran Bretagna attraverso la Siberia fino alla Penisola coreana, Giappone e nella parte occidentale dell'America settentrionale.

## Tassonomia
Il genere comprende 5 specie.
- Clethrionomys californicus
- Clethrionomys centralis
- Clethrionomys gapperi
- Clethrionomys glareolus
- Clethrionomys rutilus